# Sankt Florian am Inn
Sankt Florian am Inn es una localidad del distrito de Schärding, en el estado de Alta Austria, Austria, con una población estimada a principio del año 2018 de 3150 habitantes. 
Se encuentra ubicada al norte del estado, cerca de la frontera con Alemania y de los ríos Danubio y Eno —un afluente derecho del primero—.